# Đánh tập hậu

Cánh quân B3 (màu xanh) đánh phía sau lưng quân R (màu đỏ).

Đánh tập hậu là chiến thuật tấn công đối phương theo hướng, bằng việc đánh vào phía sau lưng quân đối phương trên chiến trường. Tấn công sau phòng tuyến hay sau đội hình quân đối phương tạo nên lợi thế chung trong quá trình chiến đấu trong trận đánh. Cuộc tấn công này khiến quân đối phương khó lòng tập trung dồn toàn lực ở mặt chính diện, gây nên nhiều hệ lụy rối loạn việc tổ chức cũng như tác động tâm lý sĩ quan lẫn binh lính đối phương. Đánh tập hậu có vai trò quan trọng khác là cắt đứt nguồn tiếp tế hậu cần.